# Jonathan Brandis

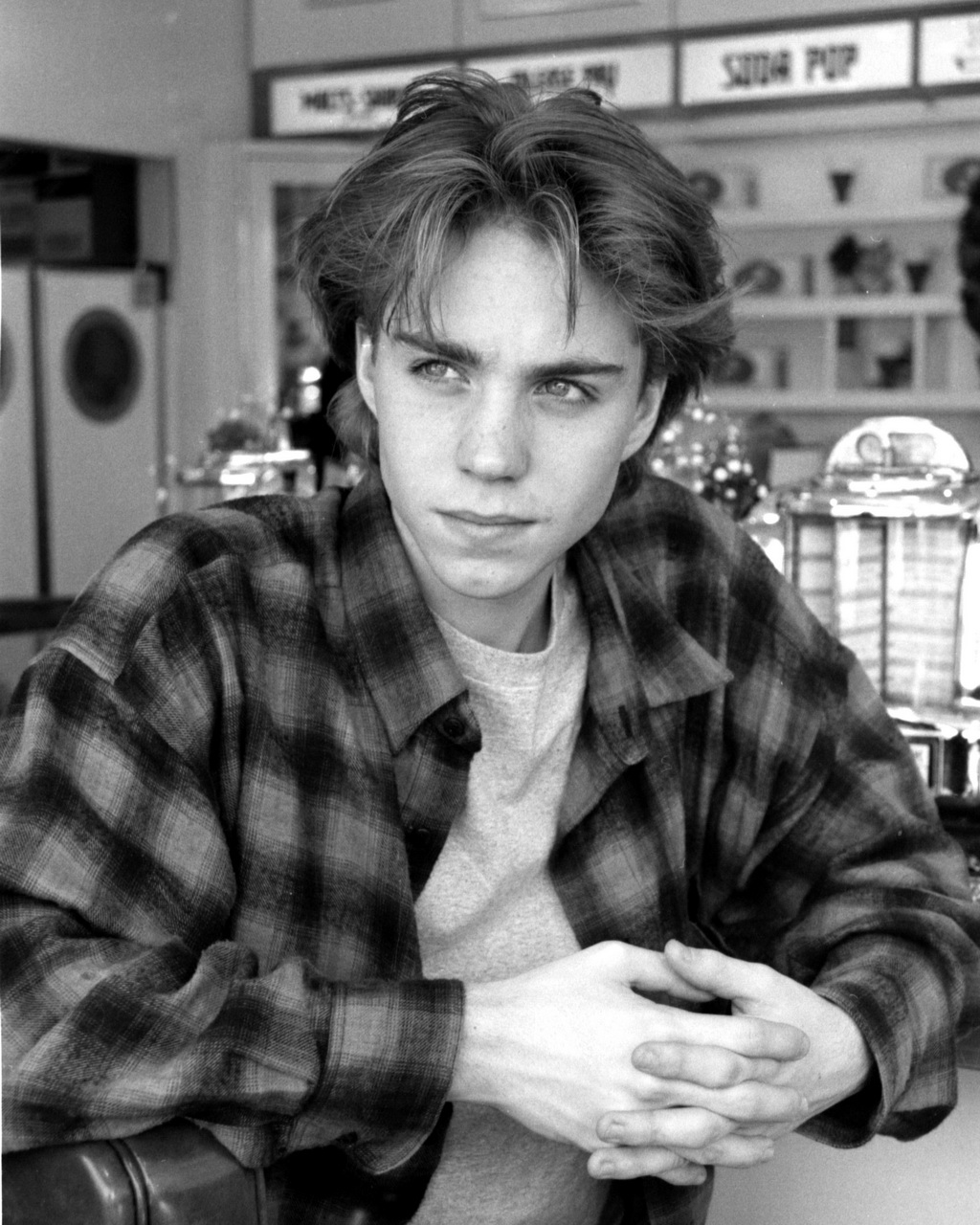
Jonathan Brandis (1993)

Jonathan Gregory Brandis (* 13. April 1976 in Danbury, Connecticut; † 12. November 2003 in Los Angeles, Kalifornien) war ein US-amerikanischer Schauspieler. Er wurde als Bastian Bux im Film Die unendliche Geschichte II – Auf der Suche nach Phantásien bekannt.

## Karriere und Privatleben
Jonathan Brandis begann seine Karriere als Kinderdarsteller in Werbespots. Seine bekanntesten Darstellungen sind die des Bastian Bux im Film Die unendliche Geschichte II – Auf der Suche nach Phantásien, die des Barry Gabrewski in Sidekicks, die des Königs Wenceslas im Film Der gute König und des jungen Bill Denbrough in Stephen Kings Es.
Später folgten Rollen vorwiegend in Fernsehserien. Bekannt wurde er hier durch seine Verkörperung des jungen Wissenschaftsgenies Lucas Wolenczak in Steven Spielbergs futuristischer Science-Fiction-Serie SeaQuest DSV an der Seite von Roy Scheider. Für seine Darstellung wurde er 1994 mit dem Young Artist Award ausgezeichnet.
Von 1995 bis 1998 war er mit der Schauspielerin Tatyana Ali liiert. Ende der 1990er Jahre wurde es still um ihn. Er erhielt nur kleinere Rollen wie neben Bruce Willis in Das Tribunal und neben Harvey Keitel in Puerto Vallarta Squeeze. Ihn soll es schwer getroffen haben, dass die meisten Szenen, die er für Das Tribunal gedreht hatte, nicht verwendet wurden.
Nachdem er derart in ein Karrieretief geraten war, erkrankte er an Depressionen und Alkoholismus. 2003 fand ihn ein Freund leblos in seiner Wohnung in Los Angeles. Brandis wurde ins Cedars-Sinai Medical Center gebracht, wo er am folgenden Tag starb. Er hatte im Alter von 27 Jahren Suizid begangen.
2021 sagte Brandis’ Vater, dass Jonathan wahrscheinlich an einer bipolaren Störung gelitten habe: „Sein Tod war nicht auf die Unterhaltungsindustrie zurückzuführen. Wenn ich jetzt zurückblicke, zeigte er in seinen 20ern Anzeichen einer manischen Depression. Ich hoffe, dass jeder, der darunter leidet, Hilfe bekommt.“

## Filmografie

### Filme
- 1986: Mystery Magical Special (Fernseh-Kurzfilm)
- 1987: Eine verhängnisvolle Affäre (Fatal Attraction)
- 1987: Armes reiches Mädchen – Die Geschichte der Barbara Hutton (Poor Little Rich Girl: The Barbara Hutton Story, Fernsehfilm)
- 1988: Mars: Base One (Fernseh-Kurzfilm)
- 1988: Scout Academy (The Wrong Guys)
- 1988: Oliver & Co. (Oliver & Company, Stimme)
- 1989: Stepfather II
- 1990: Ghost Dad (Stimme)
- 1990: Die unendliche Geschichte II – Auf der Suche nach Phantásien (The Neverending Story II: The Next Chapter)
- 1990: Stephen Kings Es (Stephen King’s It, Fernsehfilm)
- 1991: Our Shining Moment (Fernseh-Kurzfilm)
- 1992: Monty – Immer hart am Ball (Ladybugs)
- 1992: Sidekicks
- 1994: Der gute König (Good King Wenceslas, Fernsehfilm)
- 1996: Ihre einzige Chance (Her Last Chance, Fernsehfilm)
- 1996: Born Free – Frei geboren (Born Free: A New Adventure, Fernsehfilm)
- 1996: Von Rache besessen (Fall Into Darkness, Fernsehfilm)
- 1997: Mayday im Pazifik – Urlaub in der blauen Hölle (Two Came Back, Fernsehfilm)
- 1998: Traumpaar wider willen (Between the Sheets)
- 1999: Outside Providence
- 1999: Ride with the Devil
- 2002: Das Tribunal (Hart’s War; Brandis’ Rolle in der Kinofassung geschnitten)
- 2002: The Year That Trembled
- 2003: 111 Gramercy Park (Fernsehfilm)
- 2004: Puerto Vallarta Squeeze
- 2004: The Slainesville Boys (als Regisseur und Produzent)
- 2005: Zickenterror an der High School (Bad Girls from Valley High)

### Fernsehserien
- 1984: Kate & Allie (Folge 1x03)
- 1986: Sledge Hammer! (Folge 1x04)
- 1987: Good Morning, Miss Bliss (Pilotfolge)
- 1987: Buck James (Folge 1x02)
- 1987: L.A. Law – Staranwälte, Tricks, Prozesse (L.A. Law, Folgen 2x02–2x03)
- 1988: Webster (Folge 6x09)
- 1989: Full House (Folge 2x11)
- 1989: Wer ist hier der Boss? (Who’s the Boss?, Folge 5x11)
- 1989: Mord ist ihr Hobby (Murder, She Wrote, Folge 6x13)
- 1990: Familie Munster (The Munsters Today, Folge 3x01)
- 1990: Flash – Der Rote Blitz (The Flash, Folge 1x06)
- 1991: Chicago Soul (Gabriel’s Fire, Folge 1x15)
- 1991: Wunderbare Jahre (The Wonder Years, Folge 4x19)
- 1991: Blossom (Folge 2x06)
- 1991: Profis contra Ganoven (Pros and Cons, Folge 1x08)
- 1992: Crossroads (Folge 1x05)
- 1993–1996: seaQuest DSV (57 Folgen)
- 1994–1995: Disneys Aladdin (Zeichentrickserie, 8 Folgen)